# Calathura norvegica
Calathura norvegica là một loài chân đều trong họ Leptanthuridae. Loài này được Sars miêu tả khoa học năm 1872.